# Індуська філософія
Філософія індуїзму розвивалася на Індійському субконтиненті протягом більше двох тисячоліть після закінчення ведичного періоду. На її основі з'явилися шість основних ортодоксальних, теїстичних шкіл індійської, або індуїстської філософії, званих астіка. Ці школи згодом ототожнили з класичним індуїзмом, який розвинувся з давньої ведичної релігії.

## Даршан
Філософія індуїзму ділиться на шість ортодоксальних (санскрит: астіка) філософських шкіл, або даршан, які перераховуються нижче.

### Санкх'я
Санкх'я прийнято вважати найдавнішою з ортодоксальних філософських систем в індуїзмі. У санкх'ї стверджується, що все насправді походить від взаємодії пуруші (духу чи душі) і пракріті (матерії, творчої потенції, енергії). Існує нескінченна кількість душ, які мають індивідуальною свідомістю. Пракріті або матерії, притаманні три основних якості: стійкість (саттва), дія (раджас), і бездіяльність (тамас), які відомі як три гуни матеріальної природи. Взаємодія душ і гун природи є причиною діяльності в матеріальному світі. Звільнення (мокша) досягається після того, як душа звільняється від впливу гун матеріальної природи. Хоча санкхья є дуалістичною філософією, існують певні відмінності між санкх'єю та іншими формами дуалізму. На Заході, дуалізм існує між розумом і тілом, тоді як у санкхье - між «Я» і матерією. Поняття «Я» у санкхье має деяку схожість із західною концепцією розуму. Прийнято вважати, що спочатку санкхья була атеїстичної філософією, яка пізніше зазнала впливу йоги і розвинулася в теїстичної напрям індійської філософії.

### Йога
У індійської філософії йога є однією з шести ортодоксальних філософських шкіл. Філософська система йоги дуже близько пов'язана зі школою санкх'я. Основоположником школи йоги був Патанджалі. Приймаючи психологію і метафізику санкх'ї, йога є більш теїстичною школою ніж санкх'я, про що свідчить додавання поняття Бога до двадцятип'яти елементів санкх'ї. Йога та санкх'я дуже близькі між собою, з цього приводу Макс Мюллер говорив що «ці філософії в просторіччі називають санкх'я з Богом і санкх'я без Бога ....»  Тісний зв'язок між санкх'єю і йогою також пояснює Генріх Циммер:
|  | Обидві філософії вважаються в Індії близнюками, різними аспектами однієї дисципліни. Санкх'я забезпечує основне теоретичне пояснення людської природи, перераховуючи і даючи визначення її елементам, аналізуючи способи їхньої взаємодії в обумовленому стані (бандха), і описуючи їхній стан у визволеному стані мокші, у той час як йога присвячена специфічно визначенню рушійної сили процесу звільнення, опису практичних методів для досягнення цього звільнення ... |

Основним текстом школи йоги що вважається основою філософії йоги, є «Йога-сутри» Патанджалі,.

### Ньяя
Філософська школа ньяя базується на «ньяя-сутрах», які були складені Акшападю Гаутамою ймовірно біля II столітті до нашої ери. Найважливішим внеском даної школи у розвиток філософії індуїзму була її методологія, яка ґрунтувалася на системі логіки, згодом перейнятою більшістю індійських філософських шкіл. Це можна порівняти з відношенням між західною наукою і філософією, яка в основному походить від арістотелівської логіки.
Своїми прихильниками, ньяя розглядалася як щось набагато більше ніж просто логіка. Послідовники ньяі вірили в те, що набуття істинного знання було єдиним шляхом для звільнення від страждань, і прикладали всі зусилля для визначення джерел цього істинного знання, навчаючись відрізняти його від помилкових припущень і поглядів. У ньяї існують чотири джерела знання: сприйняття, умовивід, порівняння, і слово авторитета. Знання отримане з одного з цих джерел може бути істинним або неістинним. Ньяя визначає кілька критеріїв істинності. У цьому сенсі, ньяя являє собою найбільш близький індійський еквівалент аналітичної філософії. Пізні ньяїкі, у відповідь по своїй суті атеїстичному буддизму, давали логічні докази існування єдиного у своєму роді Ішвари. Значущим пізнім розвитком у філософії ньяі була система навья-ньяя.

### Вайшешика
Школа вайшешика була заснована ріші Канадою і її відрізняв атомістичний плюралізм. Всі об'єкти в матеріальному всесвіті зводилися до певних типів атомів, а брахман розглядається як початкова сила, що дає цим атомам свідомість.
Попри те, що школа вайшешика спочатку розвивалася незалежно від ньяї, через схожість своїх метафізичних концепцій вони згодом злилися в одну. У своїй класичній формі, проте, школа вайшешика має одну значну відміну від ньяї: там де ньяя приймає чотири джерела істинного знання, вайшешика приймає тільки два — сприйняття та умовивід.

### Міманса
Основною метою школи міманса було встановлення авторитету вед. Як наслідок цього, найціннішим внеском даної школи в розвиток індуїзму було формулювання правил інтерпретації ведичного знання. Послідовники міманси вважають, що індивід повинен володіти непохитною вірою у веди і регулярно проводити ведичні ягії — вогненні жертвопринесення. Вони вірять у те, що сила ведичних мантр і вогняних жертвоприношень підтримує діяльність у Всесвіті. Прихильники міманса надають великого значення дхармі, яка полягає для них у здійсненні ведичних ритуалів.
Школа міманса брала логічні та філософські вчення інших шкіл, але вважала, що вони не тим займалися. Послідовники міманси вважали, що інші філософські школи, основною метою яких була мокша, не надавали можливість повного звільнення від матеріальних бажань і помилкового его, через те, що прагнули до звільнення просто ґрунтуючись на одному бажанні його досягнення. Згідно з міманса, мокші можна досягти тільки за допомогою діяльності відповідно до приписів вед.
Пізніше школа міманса змінила свої погляди і почала проповідувати доктрини брахмана і свободи. Її послідовники стверджували можливість звільнення душі від пут матеріального існування за допомогою чистої, духовної діяльності. Вплив міманса присутній у практиці сучасного індуїзму, особливо в тому що стосується ритуалів, церемоній і законів, які відчули на собі її значний вплив.

### Веданта
Веданта, або пізня, уттар-міманса, зосереджена не на ритуальних приписах брахманів, а на філософії, викладеній в упанішадах.
У той час як традиційні ведичні ритуали продовжували практикуватися, також почало розвиватися розуміння, більш зорієнтоване на знанні (джнана). Це були містичні аспекти ведичної релігії, які ґрунтувалися на медитації, самодисципліні, і духовному розвитку, а не на ритуальних практиках.
Більш філософськи складна система веданти відображає основну сутність вед, викладену в упанішадах. Веданта багато в чому заснована на ведичній космології, гімнах і філософії. Одна з найдавніших упанішад, «Бріхад-араньяках-упанішада», датується приблизно Х століттям до нашої ери. Існує канон упанішад, званий муктіка, що складається з 108 упанішад, з яких 11 складають канон мукха і розглядаються як найдревнігі та найважливіші. Одним з основних внесків ведантичний думки можна вважати ідею невідммінності індивідуальної свідомості від свідомості верховного брахмана.
Афоризми «Веданта-сутр» представлені в загадковому, поетичному стилі, який дозволяє найрізнішу їхню інтерпретацію. Через це веданта розділилася на шість шкіл, кожна з яких дала своє тлумачення текстів і створила до них свої власні коментарі. Деякі з них описуються нижче.

#### Адвайта
Адвайта часто вважається найвідомішою з усіх шкіл веданти. Адвайта в буквальному перекладі означає «неподвійність». Її основоположником прийнято вважати Шанкару (788-820), який продовжив філософську лінію деяких вчителів упанішад, зокрема лінію свого парам-гуру Гаудапада. Аналізуючи три стадії досвіду, він встановив єдину реальність брахмана, в якій індивідуальна душа і брахман єдині і не відрізняються. Особистісний аспект Бога, Ішвара, виступає як маніфестація Брахмана для матеріального розуму індивіда, що перебуває під впливом ілюзорної потенції, званої авідья.

#### Вішішта-адвайта
Рамануджа (1040-1137) виступив основним поборником концепції Всевишнього який має певні форму, ім'я і атрибути. Він розглядав Вішну як початкову, особистісну форму Абсолюту і вчив, що реальність виявляється в трьох аспектах, як Вішну, як душа (джива), і як матерія (пракріті). З цих трьох, тільки Вішну є повністю самостійним і від нього залежить існування жживи і пракріті. Тому, філософська система Рамануджі відома як «особливий монізм».

#### Двайта
Як і Рамануджа до нього, Мадхва (1238-1317) ототожнив Брахман з Вішну, але його бачення реальності відрізнялося плюралізмом. Згідно з двайти, існує три основних реальності: Вішну, джива і пракріті, між якими існують п'ять основних відмінностей: 
1. Вішну відмінний від джива
2. Вішну відмінний від пракріті
3. Джіва відмінні від пракріті
4. Кожна джива відмінна від іншої джива
5. Пракріті відмінна від іншої пракріті

Джива вічні за своєю природою і завжди залежать від волі Вішну. Це богослов'я намагається вирішити проблему зла тим, що душі вічні і ніколи не були створені.

#### Бхеда-абхеда
Основоположником Бхеда-абхеди був філософ VIII-IX століття Бхаскара.

#### Двайта-адвайта
Основоположником Двайта-адвайти був вайшнавский філософ XIII століття Німбарка, який імовірно був родом з території сучасного штату Андхра-Прадеш. Згідно з його філософською системою, існує три категорії реальності: брахман, душа, і матерія. Душа і матерія відрізняються від брахмана тим, що вони володіють іншими, обмеженими, атрибутами і можливостями. Брахман вічно незалежний, тоді як душа і матерія завжди перебувають у залежному становищі. Таким чином, душа і матерія у своєму існуванні окремі від Брахмана, але при цьому залежні від нього. Брахман виступає як верховний керівник, душа — насолоджується, а матерія є об'єктом насолоди. Вищими об'єктами поклоніння виступають Крішна і його вічна кохана Радга, що завжди знаходяться в оточенні тисяч дівчаток-пастушок гопі у своїй небесній обителі Вішну Вріндавані. Поклоніння Радзі і Крішні ґрунтується на повній і самовідданої відданості і любовному служінні (бгакті). У Двайта-адвайті, Радга-Крішна є жіночої та чоловічої іпостасями Бога - початковий джерелом безособового брахмана і всього всесвіту.

#### Шуддха-адвайта
Основоположником шуддха-адвайти був Валлабга (1479-1531), який був родом з регіону Андхри, але згодом влаштувався в Гуджараті. У шудха-адвайті, так само як і в Двайта-адвайті, крішна-бгакті виступає як єдиний спосіб для набуття мокші, яка полягає в досягнення вічної обителі Крішни в духовному світі - планети Вішну Вриндаван. Стверджується, що ця планета, також як і всі її мешканці, має природу сат-чіт-ананда і є місцем, де вічно здійснюються духовні ігри Крішни та його супутників.

#### Ачінт'я-бгеда-абгеда
Основоположник філософської системи ачінт'я-бгеда-абгеди («незбагненного єдності і відмінності») Чайтан'я Махапрабгу (1486-1534) сформулював філософію, що являла собою синтез між моністичними і дуалістичними концепціями. Він стверджував, що джива одночасно відмінна і тотожна Крішні, якого Чайтан'я визначив як початкову верховну іпостась Бога. Згідно з Чайтані, ця природа Бога не піддається розумінню людським розумом, але може бути усвідомлена допомогою практики процесу «любовного відданого служіння» бгакті або бгакті-йоґи. Ця концепція «незбагненного єдності і відмінності» лежить в основі сучасних Ґаудія-вайшнавських рухів, таких як Міжнародне товариство свідомості Крішни.